# Anatea formicaria

Anatea formicaria

Anatea formicaria is een spinnensoort in de taxonomische indeling van de kogelspinnen (Theridiidae).
Het dier behoort tot het geslacht Anatea. De wetenschappelijke naam van de soort werd voor het eerst geldig gepubliceerd in 1927 door Lucien Berland.